# Tolly Cobbold Classic
Tolly Cobbold Classic — профессиональный нерейтинговый снукерный турнир, названный по имени организатора — саффолкской пивоварни Толли Кобболд. Она организовала турнир для четырёх игроков в 1978 году и проводила его в здании Хлебной биржи (Corn Exchange) в Ипсуиче. В следующем году при поддержке Anglia TV стартовал официальный турнир.
С 1979 года в турнире принимали участие 8 топ-игроков, поделённых на две группы. Победители групп выходили в финал, где выявлялся лучший в матче до пяти побед. Так в первом розыгрыше турнира победителем стал Алекс Хиггинс, одержавший победу со счётом 5:4 над Рэем Риардоном и получивший приз в размере GB£ 600.
Алекс Хиггинс дважды владел главным призом, Стив Дэвис — трижды.
Турнир прекратил своё существование в 1984 году, уступив место возрождённому турниру — чемпионату Англии среди профессионалов. До 1987 года организатором была та же компания — Толли Кобболд, и проводился турнир в том же месте (Хлебная биржа в Ипсвиче).

## Победители
| Год                                   | Чемпион                               | Финалист                              | Счёт в финале                         | Сезон                                 | Приз (GB£)                            |
| Tolly Cobbold Classic (нерейтинговый) | Tolly Cobbold Classic (нерейтинговый) | Tolly Cobbold Classic (нерейтинговый) | Tolly Cobbold Classic (нерейтинговый) | Tolly Cobbold Classic (нерейтинговый) | Tolly Cobbold Classic (нерейтинговый) |
| ------------------------------------- | ------------------------------------- | ------------------------------------- | ------------------------------------- | ------------------------------------- | ------------------------------------- |
| 1979                                  | Алекс Хиггинс                         | Рэй Риардон                           | 5:4                                   | 1978/79                               | 600                                   |
| 1980                                  | Алекс Хиггинс                         | Деннис Тейлор                         | 5:4                                   | 1979/80                               | 1500                                  |
| 1981                                  | Грэм Майлс                            | Клифф Торбурн                         | 5:1                                   | 1980/81                               | 2000                                  |
| 1982                                  | Стив Дэвис                            | Деннис Тейлор                         | 8:3                                   | 1981/82                               | 2000                                  |
| 1983                                  | Стив Дэвис                            | Терри Гриффитс                        | 7:5                                   | 1982/83                               | 5000                                  |
| 1984                                  | Стив Дэвис                            | Тони Ноулз                            | 8:2                                   | 1983/84                               | 7000                                  |